# 스카일러 콜팩스
스카일러 콜팩스 주니어(Schuyler Colfax, Jr., 1823년 3월 23일 ~ 1885년 1월 13일)는 미국의 공화당 정치인으로 인디애나주를 대표하여 연방 하원 (1855년 ~ 1869년), 미국 하원 의장 (1863년 ~ 1869년)과 율리시스 S. 그랜트 대통령 아래 제17대 부통령 (1869년 ~ 1873년)을 지냈다.

## 초기 세월

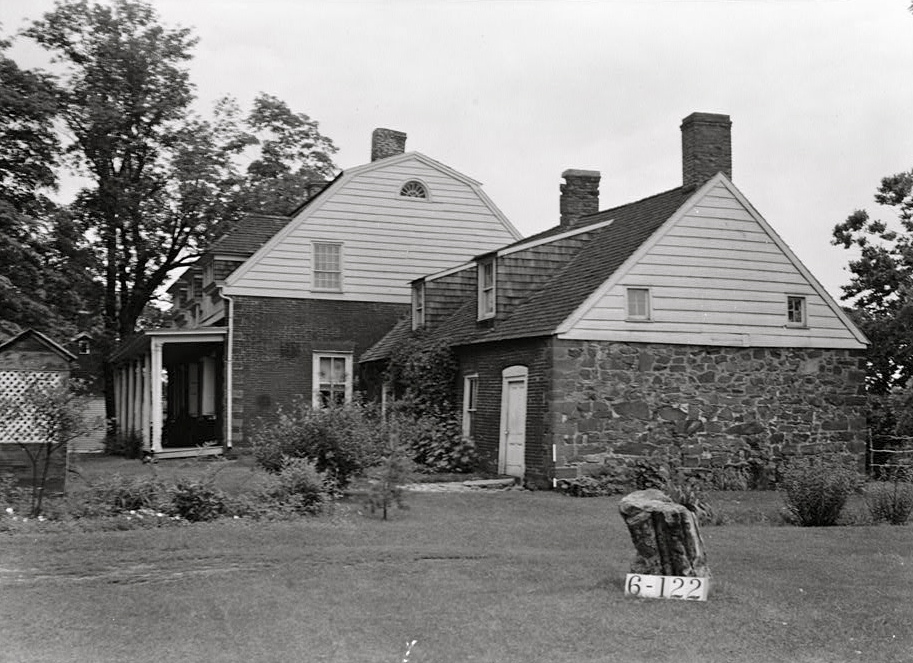
콜팩스의 조상 집

뉴욕에서 저명한 유산이나 고갈된 상황의 가족에게 태어났다. 미국 독립 전쟁에서 싸우고 조지 워싱턴과 가까이 복무한 그의 조부 윌리엄 콜팩스는 필립 스카일러 장군의 사촌 헤스터 스카일러와 결혼하여 자신의 아들들 중에 하나를 워싱턴, 또다른 아들을 스카일러의 이름을 따서 지었다고 한다. 스카일러 콜팩스 시니어는 뉴욕의 월스트리트에 있는 은행에서 금전 출납 계원이 되었다. 1820년 그는 사별한 하숙집 주인의 딸 한나 스트라이커와 결혼하였다. 자신의 부인이 그녀의 첫 자식을 기대하면서 그는 2년 후에 결핵으로 사망하였다. 자신의 부친이 사망한지 4달 후에 스카일러 주니어가 태어났다.
소년으로서 콜팩스는 자신이 10세때 자신, 모친과 조모를 원조하는 도움을 주는 데 소매상에서 점원으로 일할 의무가 있을 때까지 공립 학교에 다녔다. 3년 후 그의 모친은 조지 W. 매슈스와 결혼하였고, 가족은 인디애나주 뉴칼리슬로 이주하였다. 어린 콜팩스는 또한 마을의 우체국으로 지낸 계부의 상점에서 일하였다. 읍민들은 후에 콜팩스가 신문들이 우편으로 도착하면서 그것들을 읽는 통에 앉을 것을 생각해 냈다. 그는 교육과 자신을 제공할 수 있던 책들을 빌려 보았다. 1841년 가족은 매슈스가 카운티 감사관을 위한 휘그당 후보로서 선출되어 스카일러를 자신의 대리인으로 기용한 사우스벤드로 이주하였다. 정치를 즐겼던 소년 콜팩스는 자신이 토론과 의회 절차에서 첫 경험을 얻은 "의결권 입법부"에서 활동적이 되었다.

## 정치와 언론계
16세의 나이에 콜팩스는 영향적인 휘그당 신문 뉴욕 트리뷴의 편집자 호러스 그릴리에게 특별한 경우를 위한 기사들을 보내는 데 제공하는 글을 썼다. 항상 새로운 재능에 열린 그릴리는 인디애나주 정치에 소년의 기사들을 동의하고 발간하여 자신들의 일생의 나머지를 위하여 지속된 상응과 우정을 시작하였다. 콜팩스는 또한 인디애나 스테이트 저널을 위하여 인디애나주의 입법에 관하여 보고하였고, 그가 19세때 지방 휘그당원들은 사우스벤드 프리 프레스를 편집하는 데 그를 고용하였다. 어린 편집자는 자신을 "단호한 휘그당원"으로 묘사하였다. 그는 헨리 클레이를 우상화하고 휘그당 개혁들의 전부를 받아들여 술로부터 금욕을 맹세하였다. 1844년 그는 어린 시절의 애인 에벌린 클라크와 결혼하였고, 다음해까지 프리 프레스를 매입할 수 있으면서 세인트조지프 밸리 레지스터로 이름을 다시 지었다. 작가 해리엇 비처 스토는 후에 그것을 "도덕적으로 순수한 신문"으로 선포하였다.
신문 편집에서 정계로 진출한 콜팩스는 1848년의 휘그당 전당 대회와 1849년 인디애나주를 위하여 새로운 헌법을 초안한 집회로 대표로서 지냈다. 그는 인디애나주에 정착으로부터 혹은 토지 매입으로부터 이미 주에 있던 아프리카계 미국인들을 금지한 헌법에서 반대를 규정으로 이끌었다. 그의 노력들에 불구하고, 이 인종 장벽은 1865년 미국 헌법 수정 제13조의 결과로서 비헌법적으로 판결될 때까지 있었다. 1851년 휘그당원들은 의회를 위하여 출마하는 데 콜팩스를 선택하였다. 당시 인디애나주는 민주당의 주였고, 콜팩스는 현직 민주당원에게 좁게 패하였다. 그는 1852년 다시 출마하는 데 거절하였다. 휘그당의 붕괴에 실망하고, 미주리 타협을 무효로 한 스티븐 A. 더글러스 상원의 캔자스 네브래스카 법에 의하여 기분이 상했던 콜팩스는 1854년 네브래스카법 반대 후보로서 의회를 위하여 다시 출마하였다. 1849년 잠시의 간을 지낸 그의 친구이자 동료 편집자 호러스 그릴리는 그를 격려하여 "난 그 일이 내가 의회로 가야할 귀찮은 일이자 희생이 될 것이다."면서 "그러나 난 착각했으며, 그것은 나에게 좋은 일이었다. 난 의회에 지낸 동안 국가의 구체화된 음란주의와 함께 그렇게 눈에 띄고 충돌하려고 시도한 적이 전혀 없다."라고 콜팩스르 조언하였다.

## 새로운 정당을 조직하다
콜팩스같이 반노예제 휘그당원들은 결국적으로 공화당으로서 등장한 합동으로 휘그당원, 민주당원과 자유토지당원들 중에 반노예제 요소들을 합친 새로운 정당을 만드는 데 추구하였다. 하지만 잠시 동안 그 일은 자연주의 조직 무지당이 새로운 다수 정당이 될 것같이 보였다. 인디애나주에서 첫 무지당 집회소가 1854년 초순에 열었고, 선거 시간에 의하여 당은 한 감리교 목사의 "애굽에서 메뚜기 만큼 두꺼운" 것으로 말한 것에 자라났다. 무지당원들은 노예제와 음주를 반대하였으나 가톨릭 교도와 이민자들에 자신들의 큰 열정을 반대하였다. 콜팩스가 미국화된 개신교 외국인들이 당으로 인정되어야 하는 것을 주장한 이 자연주의 편견들을 나누었어도 그는 만약 무지당원들이 그들의 정강 선언에서 확고한 반노예제 계획을 지켜야만 자신이 남을 것이라고 명확하게 하였다. 새 의원이 1855년 하원에 도착했을 때 어느 의원들이 어느 당에 속하는 것에 명확하지 않았다. 뉴욕 트리뷴 얼머낵은 하원의 약간 다수를 구성한 공화당원, 네브래스카법 반대 민주당원과 반노예제 무지당원들을 포함한 수로 118명의 네브래스카법 반대 하원들이 있었다고 측정하였다. 이어진 해까지 무지당원들은 이미 정점에 이르렀고 감소했으며 콜팩스는 공화당원으로서 재선을 위해 출마할 것을 공고하였다.
하원은 콜팩스의 재능들을 위한 이상적인 활동 무대를 증명하였다. 준비된 미소와 함께 짧고, 땅딸막한 머리털이 공정한 그는 은밀히 자신의 동료들과 잘 지냈으나 하원의 층에 상대와 싸우는 데 전혀 망설이지 않았다. 공화당원들이 다수를 보유한 동안 그는 우체국·우체도로 위원회의 의장으로서 정력적으로 지내 정치적 조직들을 결성한 일종의 후원을 처리하였다. 변호사를 전혀 지내지 않은 그는 평신도의 조건들에 하루의 복잡한 문제들을 놓을 수 있었다. 1856년 캔자스주에서 친노예제 입법에 의하여 통과된 법률을 공격한 그의 연설은 공화당의 가장 널리 요청된 캠페인 문서가 되었다. 그의 연설은 흑인들의 노예화와 백인들의 시민들의 자유 억제 사이에 그것이 짧은 단계였다는 경고들을 일으켰다. 노예제 문제에 남부의 대표들을 싸우는 콜팩스를 본 제임스 대브니 매케이브는 "콜팩스 씨는 토론에서 활동적인 부분을 택하여 노련한 검투사의 모든 기술로 강한 타격을 주고 받았다."고 기록하였다.
콜팩스는 널리 여행을 다녀 자주 말하면서 1860년 미국 대통령 선거를 위하여 통합된 당으로 다양한 공화당과 반노예제 단체들을 융합시키는 도움을 주었다. 남부 민주당원들이 탈퇴하고 공화당 하원들을 다수에 놓았을 때 그는 대변인을 위하여 출마하는 숙고를 하였으나 등급을 시험한 후에 후보가 되는 데 거절하였다. 그는 자신의 우체국 위원회 의장직을 다시 시작하였다. 콜팩스는 해방과 하루의 다른 문제들에 온건적인 입장을 취하여 자신의 당의 둘다의 파와 함께 긴밀한 유대를 유지하였다. 그는 에이브러햄 링컨 대통령에게 직접 접근을 하였고, 가끔 호러스 그릴리와 다른 공화당 편지자들로부터 정보와 의견의 통로로서 지냈다. 그는 합중국을 대표하여 지치지 않고 일하여 연대들을 모집하고 대중들을 길렀다. 아직 반전 감정들이 인디애나주와 다른 북부의 주들에서 강해졌고, 1862년 콜팩스는 데이비드 A. 터피를 상대로 재선을 위한 힘든 캠페인을 향하였다. 하원 의장 갤루샤 A. 그로를 포함한 많은 공화당원들이 꺾였을 당시 당 안에서 좁은 승리를 이기면서 콜팩스를 더욱 높였다. 38차 의회가 1863년 12월에 열렸을 때 자신들의 수들이 숙고적으로 얇아지면서 공화당 하원들은 자신의 당의 "급진파"로 적은 관계의 하원 의장을 위한 링컨 대통령의 우선권에 불구하고 콜팩스를 하원 의장으로 선출하였다.

## 하원 의장
하원 의장으로서 "오히려 슬랩 대시 노크 다운 경매 스타일로 자신의 전임자들의 장식적인 존엄성과 크게 달랐다"고 저널리스트 벤 펄리 푸어의 말에 콜팩스는 사회하였다. 그는 하원의 규칙을 공부하여 숙달하였고, 양쪽은 그의 지배가 공평하다고 숙고하였다. 헨리 클레이 이래 가장 인기있는 의장으로서 인정된 콜팩스는 클레이 만큼 강력하고 싶었다. 확실히 그는 클레이의 극적인 감각을 공유하여 한번은 아메리카 연합국의 독립 인정을 옹호한 한명의 오하이오주 민주당원을 제명하기로 하원을 강조하는 데 사회자 위원장으로부터 물러났다. 다른 시간에 하원 의장은 미국 헌법 수정 제13초의 호의에 자신의 투표가 기록되는 데 요청에 의하여 전례를 깼다. 아직 위원회로 회원들을 임명하는 데 권력의 제외와 함께 하원 의장은 여전히 대부분 일인자였다. 업저버들은 하원에서 실제 권력은 세출 위원회의 의장이자 사실상 공화당의 당수인 거친 마음의 펜실베이니아주 하원 새디어스 스티븐스로 선언하였다.
워싱턴의 신문 특파원들은 하원 의장으로서 자신들 소유의 한 선거를 축제벌여 그의 명예를 위하여 만찬을 가졌다. "우리 저널리스트와 신문 언론계의 사람들은 당신을 사랑하고, 당신을 우리 유골의 유골이자 우리 살의 살로서 단언합니다."라고 특파원 샘 와이커슨이 말하였다. "의장의 의자에 우리 편집자 형제에게 장수, 더 큰 성공과 끊임없이 증가하는 행복의 신들에게 호출에서 전부 당신들의 잔을 채우셔요." 응답에 콜팩스는 자신의 선거들 전부를 통하여 자신을 유지한 것으로 언론계에 감사하였다. 저널리즘에서 훈련을 받은 콜팩스 의장은 자신의 정치 경력으로 자신의 기능의 교훈들을 응용하여 편집자들에게 인터뷰를 위하여 자신을 유용하게 하였고, 이야기들을 전하고 유망한 각서들을 보냈으며 사설들을 제안하고 후원을 퍼뜨렸다. 부인이 1863년 사망하고, 아무 자녀 없이 홀아비가 된 콜팩스는 워싱턴 의 "뉴스페이퍼로우" 구역에 자신의 친구들과 밤마다 사교하는 데 자유로웠다. 그는 백악관을 점유하는 데 자신을 첫 저널리스트로 만들 전국적인 추종자로 언론과 함께 자신의 인기를 평가하는 데 희망하였다.
언론은 갤루샤 A. 그로 혹은 아무 콜팩스의 직전의 전임자들에보다 콜팩스 의장에 더 많은 관심을 기울였다. 그들은 "그가 의장의 중요한 임무 수행에 전시한 예의, 존엄성 및 공평성"을 위하여 의장과 그의 모친이 그를 칭찬하고, 개최한 정규적인 금요일 밤 환영회를 찬양하였다. 그 일은 콜팩스 의장이 특정 법률에 대하여 그가 실제로 영향력을 가졌는지 감지하는 데 언론을 위하여 더욱 어려웠다. 그는 자신이 적당히 말했던 동안 급진적 선동자들의 넓은 위도를 주었다. 한 포인트에 급진파 공화당원들이 공화당의 기록을 지키고, 북군에 흑인 군인들의 이용을 요구한 당회의에서 결의안을 소개하는 데 준비되었을 때 콜팩스는 당파를 위하여 애국적인 깃발을 대체한 운동으로 그들을 앞질러 대신 북부에 지지하는 데 충성적인 남성들을 요구하였다. 그의 활동은 공화당에게 의회 선거들을 위한 더 넓은 기반을 구축할 적은 복수심 이미지를 주는 데 노력으로서 취해졌다.
1865년 4월 14일 콜팩스는 자신이 서부의 주들과 영토들에 장기적 순회에 떠나기 전에 링컨 대통령과 함께 재건와 다른 문제들에 관하여 이야기하는 데 백악관에 전화했다. 전쟁이 승리하면서 링컨은 격렬한 기분에 있었고, 하원 의장과 길고 기쁜 대화를 가졌다. 대통령은 그날 밤 포드 극장에서 열린 자신의 연회에 가입하는 데 의장을 초청하였으나 콜팩스는 거절하였다. 그 저녁 후반에 그는 대통령이 암살되었던 소식과 깨어나 링컨이 사망한 방에서 밤을 보내는 데 서둘렀다.

## 남부의 재건
1865년의 여름 동안 콜팩스는 로키산맥과 태평양 사이에 광산 지방들을 순방하였다. 의장이 70개의 연설을 했던 동안 그를 동행한 신문 특파원 앨버트 리처드슨은 순방은 취주 악단, 연회와 공개 접견들과 함께 콜팩스를 위하여 "한번의 연속 박수"로 증명된 것으로 기록하였다. 그는 새로운 대통령 앤드루 존슨이 남부의 주들의 재건을 어떻게 처리할 것인가에 여전히 불확실하면서 수도로 돌아왔다. 의회에서 급진파들은 존슨이 전 연합국을 향한 엄격한 정책들을 지지하는 데 연방군을 이용할 것을 신임하였으나 존슨이 주들의 더 빠르고 관대한 재입학에 호의를 가졌다는 자취들이 있었다. 그해 11월 워싱턴으로 자신의 귀환을 기념하는 소야곡에서 콜팩스 의장은 즉흥적이지만 미리 준비되었을 수 있던 것으로 보인 어떤 발언을 하였다. 그는 의회 입법에 앞서 재건을 시작하는 데 존슨의 시도들을 뒷받침 하였고, 해방 노예들이 법률 아래 동등하게 대우를 받을 보증을 남부의 주들의 반환을 위하여 최소로 설정하였다. 그는 해방 노예들도 또한 투표하는 데 권리를 가진 급진파의 수요를 언급하지 않았다. 연설은 대통령과 의회가 둘다 설 수 있었던 공화당 정책의 확고한 기반으로 인식된 북부에서 널리 칭찬을 받았다.
당의 조화와 재건의 온건적 과정에 콜팩스의 노력들은 단명했다. 존슨은 주제에 자신의 정책의 선점 진술을 분개하였다. 남부를 재건하는 대통령의 계획들은 해방 노예들의 권리를 위하여 거의 관심을 보이지 않았고, 그는 해방 노예국의 법안으로서 그런 비교적 온건한 의회적 노력들을 거부하였다. 그의 활동은 온건파와 급진파 공화당원들을 남부의 의회적 재건에 관하여 가져온 동맹으로 몰아넣었다. 결국 임기법의 위반에 존슨의 전쟁장관 에드윈 M. 스탠턴의 면직은 대통령이 탄핵해야 할 콜팩스 같은 온건파들 마저 납득시켰다. 이 극적인 사건들을 전부 통하여 콜팩스의 가장 놀라운 성공은 자신의 당에서 전부의 편들의 지지를 유지하고 함께 공화당 하원들을 보유하는 데 자신의 능력이었다. 존슨을 구한 탈당들은 하원보다 상원에서 열렸다.

## 하원 의장에서 부통령으로

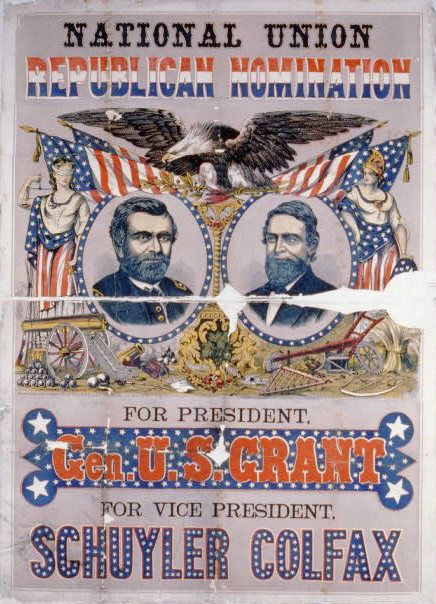
율리시스 S. 그랜트와 콜팩스의 대선 운동 포스터

1868년 미국 대통령 선거가 다가오면서 콜팩스 의장은 율리시스 S. 그랜트의 후보 지명이 "저항 없는" 것으로 믿었다. 자신을 위해 그는 상원 혹은 인디애나주지사를 위하여 출마하는 데 거절하여 부통령 후보 지명을 위하여 문을 열어 두었다. 콜팩스는 의장으로서 하원을 사회하는 것은 부통령으로서 상원을 사회하는 것보다 "더욱 중요한 직무"였다고 주장하였다. 그러나 부통령직은 대통령직에 더욱 직접적인 방향이었다. 전당 대회에서 두번째 자리에 대한 주요 라이벌들은 임시 상원 회장 벤 웨이드와 매사추세츠주 상원 헨리 윌슨이었다. 콜팩스는 첫 비밀 투표에 투표하여 각각의 후속 비밀 투표와 함께 꾸준히 얻었다. 절제력은 대표들 중에 자유롭게 술을 전한 웨이드 상원과 달리 콜팩스의 본부가 아무 술도 분배하지 않은 것에 매우 기뻤다. 공화당원들 중에 금주하는 콜팩스가 많이 음주한 그랜트와 공천 후보를 균형잡히게 할 집단적 감각이 있었다.
시카고에서 공화당 전당 대회가 열린 동안 콜팩스는 워싱턴에 머물렀다. 그의 좋은 친구이자 웨스턴 유니언 텔레그래프 컴퍼니의 사장 윌리엄 오턴은 10 분마다 집회로부터 콜팩스가 파견을 받도록 준비하였다. 5월 21일 콜팩스는 자신의 후보 지명을 공고한 오턴의 전보를 받은 의장 로비에 있었다. 환호가 터지고, 방은 축하들을 제공하기를 바랬던 의원들과 빠르게 채워졌다. 로비를 떠나면서 콜팩스는 "가장 애정 어린 매너에 그의 주위에 모이고, 그에게 안부를 전한" 하원들에 의하여 인사를 받았다. 시민들은 그가 국회의사당의 바닥을 가로질러 걸으면서 그를 환호하여 맞이하였다. 상원에 쪽에서 허세를 부린 벤 웨이드는 자신이 매를 맺고 "그래, 난 그것이 괜챦을 것 같다. 그는 그럴 자격이 있고, 좋은 사회자가 될 것이다."라고 말해진 소식을 받았다. 소식은 겉보기에 보편적인 박수와 함께 받아졌다. 하나의 감탄자는 "그의 친구들은 헌신적으로 그를 사랑하였고, 그의 정적들은 ... 완전히 그를 존경하였다."고 썼다.
세월 동안 콜팩스는 주일 학교와 절제 부흥회들에서 연설하면서 성경으로부터 인용하여 자신의 청중들에게 미덕의 삶을 촉구하였다. 그는 "기독교 정치가"로서 종교적 잡지들로부터 지지를 얻었다. 하나의 캠페인 전기는 그의 "흠없는 무결성"으로 칭찬하여 "너무 순수한 것은 정치적 적대감의 독이 그 위에 얼룩을 고치려 한 적이 없던 개인적인 성격이다."라고 선언하였다. 하지만 민주당원들은 그의 무지당 과거의 반가톨릭주의로 콜팩스를 편견으로 맹세했다. 공화당원들은 혐의로서 이 비난들을 기각하였고, 가톨릭과 외국 출신 투표를 구하는 데 아일랜드계와 독일계, 그랜트와 콜팩스 단체들을 결성하였다.

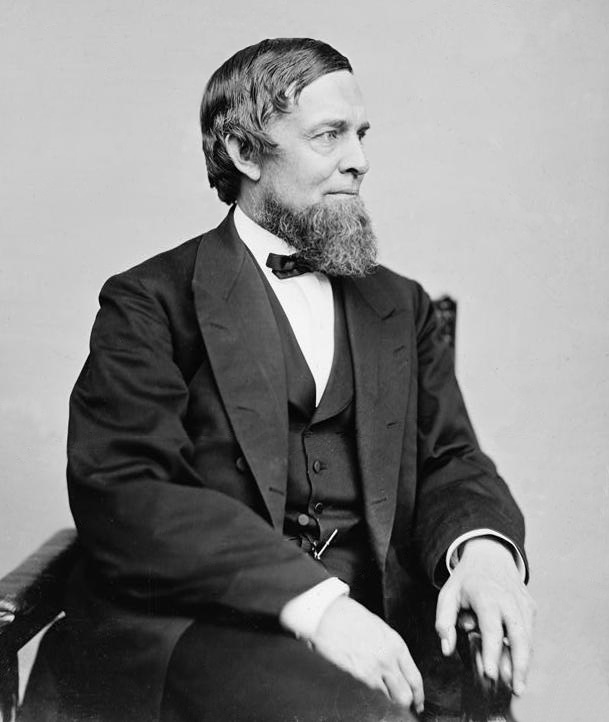
부통령 콜팩스의 공식 사진

1868년 11월 그랜트와 콜팩스는 뉴욕주지사 호레이쇼 시모어에 의하여 앞장선 민주당 공천 후보에 좁은 차이로 선출되었다. 선거이 있던 며칠 후에 부통령 당선자는 자신이 부통령 후보 지명을 위하여 꺾은 오하이오주 상원의 조카딸 엘렌 웨이드와 결혼하였다. 신랑은 당시 45세였고, 신부는 "대략 30세"의 인력이 있고 매력적인 여성이었다. 1870년 4월 그들의 아들 스카일러 3세가 태어났다. 이 가정의 행복은 사실 콜팩스의 정치적 취소에 공헌할 것이었다. 결혼한 남성으로서 그는 언론계에서 자신의 옛 친구들과 사교할 시간이 단축된 것을 찾았고, 자신의 새로운 저택에서 호화로운 접견에 초청들은 받는 데 기자들을 윟아여 더욱 어려워졌으며 그가 방송을 하고 있었던 것인줄 알은 뉴스페이퍼 로우에 자신의 옛 친구들 중에 숙고적인 원한을 일으켰다. 부유하지 않은 새 부통령은 선물에 전혀 "아니다"라고 말할 수 없었다. 그는 순은부터 무료 철도 승차권까지 모든 것에 자신의 수납에 무분별해졌다. 1868년 콜팩스는 또한 멋진 배당금을 약속한 자신의 친구 오크스 에임스 하원으로부터 어떤 철도 주식들을 받아들이기도 하였다. 아무것도 주식이 최후적으로 정확한 정치적 가격에 의심을 두지 않았다.

## 퇴직할 계획들
여태까지 부통령으로 선출되는 데 첫 하원 의장 (이전에 전 하원 의장 제임스 K. 포크는 1844년 대통령직을 이김)인 콜팩스는 캐피톨힐의 방향들과 함께 오랫동안 익숙한 남성으로서 상원 회의소로 쉽게 이주하였다. 상원은 사회를 보는 데 더욱 쉬운 조직체로 증명하여 언론을 위하여 여행을 다니고, 강의하고 저술하는 데 그를 그의 손들에 시간과 남겨두었다. 인디애나폴리스 저널은 "부통령직은 그런 직무가 전혀 없는 것의 이용인 것을 발견하는 시도를 하는 데 자신의 주요 업무들을 찾아야 할 점유인의 품위 있는 직무이다."라는 것을 진술하였다. 콜팩스는 그랜트 대통령과 정기적으로 상담하였으나 하나의 민주당 문서가 비웃으면서 부통령은 "무게보다 더 많은 바람"을 실었다. 대통령으로부터 그의 거리는 다양한 스캔들이 그랜트와 그의 행정부를 변색하기 시작했을 때 불이익을 받지 않는 것으로 증명하였다. 곧 콜팩스가 다음 선거에서 그랜트를 대체할 것이라는 추측이 일어났다. 그러므로 1870년 9월 47세의 나이에 콜팩스는 자신의 기간 말기에 퇴직할 작정이었다고 공고했을 때 많은 놀라움이 있었다. "그로고나서 난 워싱턴에서 특히 폭풍우가 치는 바다에 지속적인 업무의 18년 세월을 가져 아무를 위하여 충분히 장기적이었고, 나의 야망은 전부 채워지고 만족한다." 이 일은 정기적으로 자신의 퇴직을 발표하기 전에, 그러고나서 자신의 마음이 변한 콜팩스를 위하여 오래된 전술이었다. 어떤이들은 그랜트 행정부로부터 더욱 나가서 자신을 갈라놓아 1872년 대통령 후보 지명을 위한 방향을 여는 데 발표를 예정했다고 믿었다. 그러나 국내 언론과 헨리 윌슨 상원은 액면 그대로 발표하였고, 머지 않아 그를 대체하는 운동은 콜팩스가 예기한 것보다 더욱 멀리 갔다.
콜팩스는 1872년 초순에 예상대로 자신의 마음이 변하여 "이전 공천 후보"에 재선을 위하여 자신이 대표하는 자신의 친구들의 희망들을 받아들였다. 그랜트 대통령은 콜팩스의 의지들을 의문했을 것이다. 1871년 대통령은 자신의 부통령에게 비범한 편지를 보내 국무장관 해밀턴 피시가 퇴직하려고 한다는 것을 그에게 알려 국무부를 위하여 대통령직을 포기하는 데 그를 의문하였다. 그랜트는 잠재력 있는 라이벌로서 콜팩스를 제거하는 데 나타났다. 그는 "내가 당신이 할 희생을 고백하지만 나의 전부의 마음에서 당신이 "예"라고 말할 것을 희망한다."고 썼다. 콜팩스는 거절하였고, 1년 후에 후보 재지명을 위하여 윌슨 상원이 콜팩스를 도전했을 때 대통령은 경쟁에서 중립으로 남는 데 선택하였다.
너무 오랫동안 언론에 맹렬히 구애했던 사람을 위하여 콜팩스는 압도적으로 헨리 윌슨을 지지한 워싱턴 특파원들에 의하여 자신이 버려진 것을 찾아냈다. 워싱턴 언론단의 의견에 콜팩스의 하락은 그들의 손에 위대한 사람들을 만들었던 이래 자신들의 책임들을 신중하게 연습하는 데 필요성에 그들을 강의했을 때 부통령으로서 자신의 기간의 시작에 열린 만찬에서 그 근원들을 가졌다. 기자들은 다른 정치인들처럼 콜팩스가 전혀 그들의 명성의 "만들기"에 대한 불평을 하지 않았다는 것을 주목받은 정체를 가졌다. 워싱턴에서 인기있는 신문 기자 메리 클레머 에임스는 그의 몰락을 언론단 안에서 시기로 귀착시켰다. 그는 그들을 자신의 만찬과 연회들로 초청하지 않아 그들은 "그를 적어 두는" 데 결정하였다. 분명히 부통령의 성실성 모순을 그가 새로 찾은 부유와 풍부한 생활양식으로 숙고한 자연적으로 냉소적이고 회의적인 기자들은 그에 새 못을 박으려고 추구하였다. 한명의 특파원은 콜팩스를 "국가의 합법적인 작은 초 중에 제단에서 높이 타는 페니 딥"으로 비유했다. 대조적으로 기자들은 자신들이 "상원의 (비밀적) 집행 회의의 공식 기자"로 부른 윌슨 상원을 좋아하였다. 콜팩스는 윌슨이 "거의 매일 저녁, 그들에게 자신이 꾸준히 얻고, 자신이 상관하지 않은 것을 전보를 치는 데 그들을 의문한 것"에 신문 기자들을 초청한 것을 몹시 기소하였다. 자신이 후보 지명을 패했을 때 부통령은 엄청나게 윌슨 상원과 악수하였으나 한명의 업저버는 그의 유명한 미소가 "예전 자신의 하얀 골격"이 되었다고 알아차렸다. 최소한 콜팩스의 패배는 그의 옛 선도자이자 민주당원과 자유공화당원들의 연합 공천 후보에 그해 대통령 후보 호러스 그릴리를 상대로 출마하는 데 그를 살렸다.

## 크레디트 모빌리어 사건

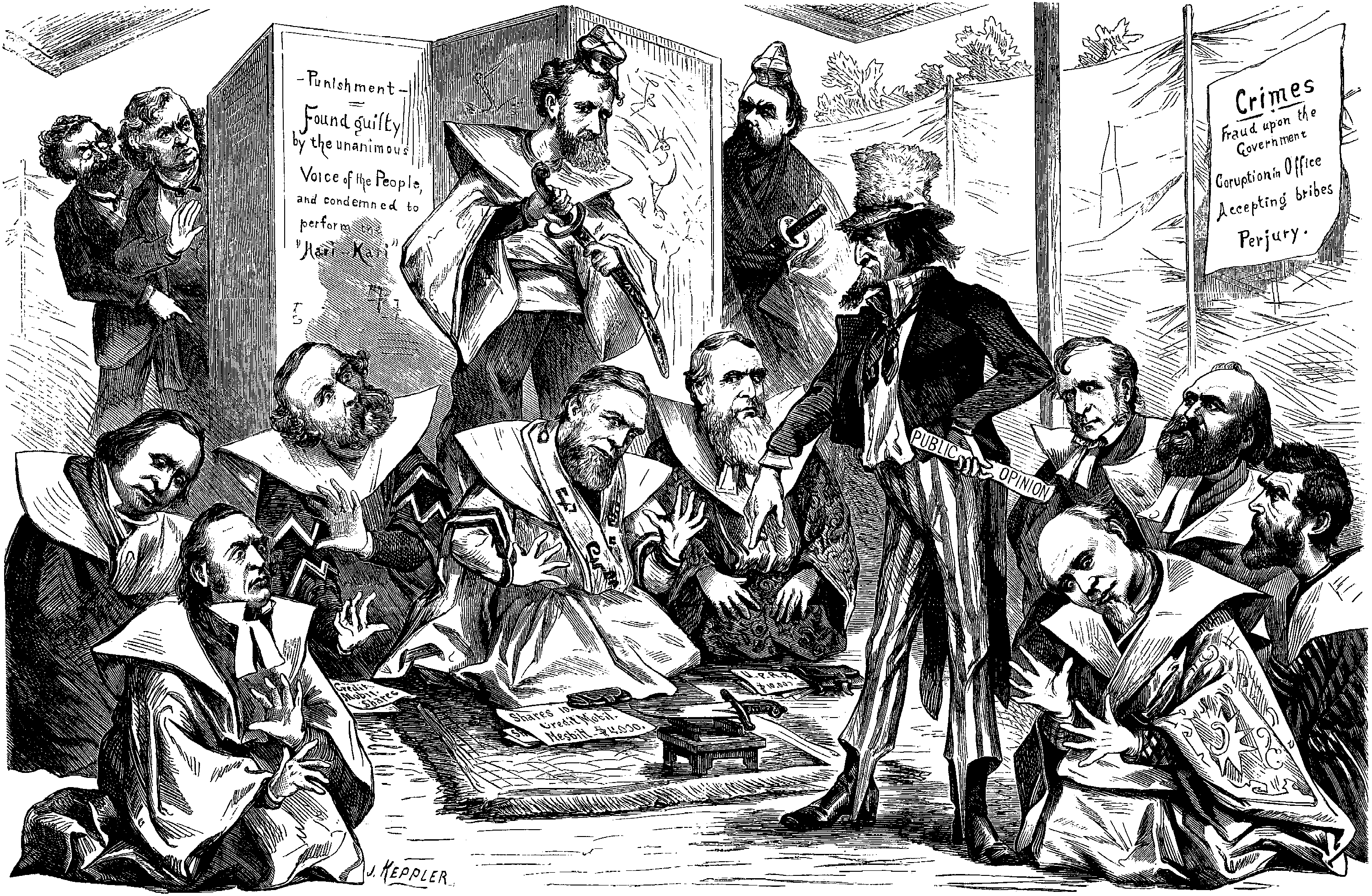
크레디트 모빌리어 사건에 자신의 연루로 징계된 콜팩스에게 엉클 샘이 할복하도록 격려하는 모습을 그린 만화

아직도 자신의 40대에 남자로서 콜팩스는 19세기 미국 정치 역사상 최악의 사건으로 자신의 연결을 제외하고 부통령직 후에 자신의 정치 경력을 계속 했을 수도 있다. 1872년 9월 대통령 선거 운동이 진행 중이면서 "뉴욕 선"은 대륙 횡단 유니언 퍼시픽 철도의 건설을 인수하는 데 창조된 금융 회사 크레디트 모빌리어에 관한 4년된 이야기를 갱신하였다. 철도가 연방 보조금에 의지했던 이래 회사는 자신들을 가장 많이 도와줄 수 있었던 의회의 주요 의원들 중에 주식을 분배하는 데 매사추세츠주의 하원 오크스 에임스를 가입시켰다. 어떤 의원들은 낮은 가치에 주식을 위하여 지불하였고, 다른 의원들은 돈을 쓰지 않았으나 단순하게 주식을 위하여 넉넉한 배당금을 지불하였다. 오크스 에임스의 명단에 하원들 제임스 A. 가필드와 제임스 G. 블레인 같은 다른 워싱턴 유명인들과 더불어 콜팩스와 윌슨의 이름들이 있었다. 인디애나주 사우스벤드에서 콜팩스 부통령은 크레디트 모빌리어로부터 자신을 완전히 분리한 공개 성명을 만들어 청중들을 자신이 지불하지 않은 주식의 달러를 전혀 소유하지 않았던 것에 확신시켰다.
1873년 1월 7일 크레디트 모빌리어 사건을 조사한 하원 위원회는 증언하는 데 부통령을 불렀다. 에임스는 콜팩스가 주식을 사는 데 돈이 부족했던 이래 주식은 자체적으로 부풀려진 배당금으로 지급되었던 것을 단언하였다. 에임스의 메모는 콜팩스에 배당금에 추가적 1천 2백 달러를 받은 것을 지시하였다. 입장에 콜팩스는 에임스로부터 배당금 수표를 전혀 받지 않았다는 것을 맹세했으나 그의 증언은 하원의 수위들의 서류들로부터 증거에 의하여 모순되었다. 그러고나서 위원회는 결제가 완료된 이틀 후에 그가 현금에 1천 2백 달러를 예금한 것을 콜팩스의 워싱턴 은행으로부터 증거를 제시하였고, 예금 전표는 콜팩스 자신의 손글씨에 있었다. 설명하는 데 2주를 끌었던 콜팩스는 자신이 2백 달러를 계부로부터, 그리고 또다른 1천 달러를 그때까지 사망한 캠페인 기여자 조지 네스빗으로부터 받았다고 단언하였다. 이야기는 참을성 있게 이기적과 그의 가장 강한 지지자들이 그것을 무시한 마저 어리석게 보였다. 문제들을 더욱 악화되게 만든 위원회는 문구 용품을 제조했던 네스빗이 봉투를 위하여 정부의 계약을 받는 목적에 하원 우체국 위원회의 의장으로서 콜팩스에게 뇌물을 준것을 제안한 증거를 폭로하였다. 콜팩스를 탄핵시키는 결의는 그의 기간에 겨우 몇주가 남았기 때문에 대부분 정당 투표에 의하여 통과되는 데 실패하였다. 경건한 정치가는 노출되었고, 대중은 용서하지 않았다. 콜팩스는 망신에 부통령직을 떠나 도금 시대의 냉담함의 상징이 되었다. 1873년 후순에 대륙 횡단 철도가 자신들의 채권 지불을 만드는 데 실패가 월스트리트에 비참한 재정 붕괴를 일으켜 국가를 10년간 세월의 나머지를 위하여 지속된 공황으로 뛰어들게 하였으며, 한 망쳐진 투자가는 그것이 "전부 스카일러 콜팩스의 잘못"이었다는 것이라고 투덜거렸다.

## 이후의 세월

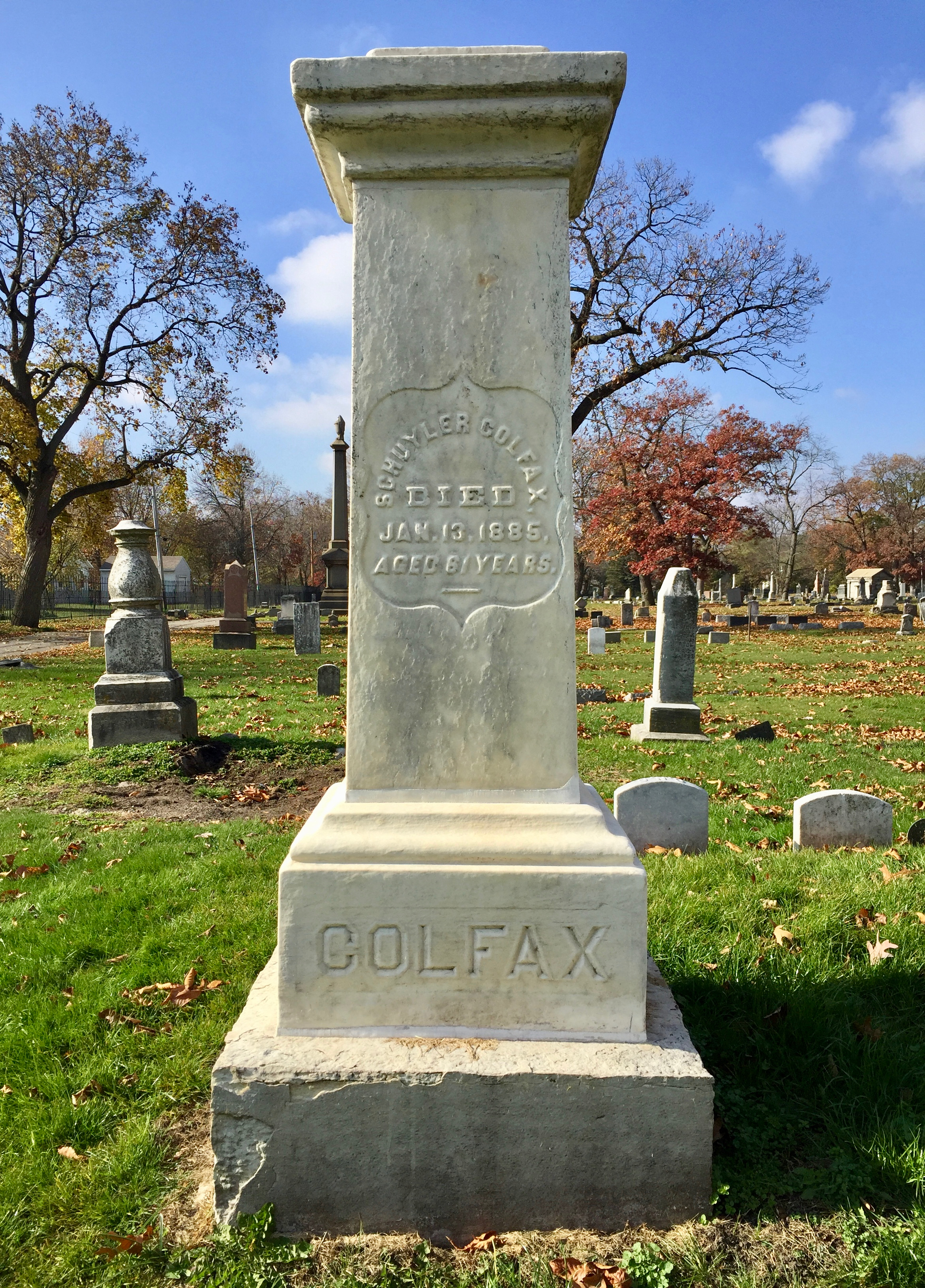
인디애나주 사우스벤드에 있는 콜팩스의 묘비

크레디트 모빌리어에 연루된 다른이들은 정치적으로 생존하였다. 헨리 윌슨이 부통령으로 선출되었다. 제임스 A. 가필드가 1880년 대통령이 되었고, 제임스 G. 블레인은 공화당 대통령 후보 지명을 이겼으나 1884년 선거를 패하였다. 하지만 콜팩스는 사우스벤드에서 사생활로 돌아갔다. 잠시 그의 찬구 윌리엄 오턴이 1872년 호러스 그릴리의 사망 후, 권위있는 뉴욕 트리뷴을 매입하는 데 그를 가능하게 하기 위하여 자금을 모았으나 거래가 실패하였다. 그러고나서 새로운 기회가 개발되었다. 일리노이주 스프링필드에 있는 에이브러햄 링컨의 동상의 제막식에서 짧은 연설을 하는 데 불러진 콜팩스는 대중이 자신들의 순교한 대통령에 관한 정보를 위하여 만족할 줄 모르는 식욕을 가진 것을 밝견하였다. 그는 링컨과 자신의 전시 관계에 공개 강연으로 유리한 경력을 시작하였다. 때때로 콜팩스의 이름은 하원 혹은 상원, 혹은 대통령 후보 지명을 위한 후보로서 표면화되었으나 그는 후보가 되는 데 거절하였다. 그는 "내가 지금 많은 머리를 가진 대중의 봉사를 보는 것에 대한 반감을 상상할 수 없다."며 "모든 수고로 모든 종류의 무수한 정확성, 끝없는 일과 걱정, 대중이 권리가 있다고 생각하는 모든 것에 관한 설명들, 당신이 오고 가고, 오해하고, 시기하고, 험담하고 등 등 등 에 독립의 부족이다."라고 썼다. 1885년 1월 13일 아이오와주에서 열린 담화 교전으로 가는 길에 콜팩스는 온도가 영하 30도로 떨어진 미네소타주 맨카토에 있는 역에서 기다라는 중에 심근 경색에 걸려 사망하였다. 자신의 주변 사람들이 알아볼 수 없는 전 하원 의장과 부통령은 자신의 주머니에 종이들 만으로 의하여 확인되었다.
아마 비판적인 신문으로부터 서투른 시가 콜팩스의 국가적 명성과 은총으로부터의 급격한 추락을 위하여 비문으로 사용되었다. -

아름다운 웃는 얼굴이 우리 가운데 왔다, 
유지하기에는 너무 활기차고 공정하다, 
그들은 콜팩스의 영혼이 될 때까지 그를 선반에 뻗었다, 
다시 하늘로 펄럭이며 
가난한 콜팩스의 운명이 사람들보다 더 작은,
배당금이 뇌에 도달한 자이다!

## 역대 선거 결과
| 선거명      | 직책명                        | 대수 | 정당            | 득표율 | 득표수 (선거인단)   | 결과 | 당락                     |
| ----------- | ----------------------------- | ---- | --------------- | ------ | ------------------- | ---- | ------------------------ |
| 1851년 선거 | 하원의원 (인디애나 제9선거구) | 32대 | 휘그당          | 49.36% | 9,118표             | 2위  | 낙선                     |
| 1854년 선거 | 하원의원 (인디애나 제9선거구) | 34대 | 인디애나 인민당 | 54.85% | 9,989표             | 1위  | 인디애나주 하원의원 당선 |
| 1856년 선거 | 하원의원 (인디애나 제9선거구) | 35대 | 공화당          | 52.09% | 12,926표            | 1위  | 인디애나주 하원의원 당선 |
| 1858년 선거 | 하원의원 (인디애나 제9선거구) | 36대 | 공화당          | 53.56% | 14,541표            | 1위  | 인디애나주 하원의원 당선 |
| 1860년 선거 | 하원의원 (인디애나 제9선거구) | 37대 | 공화당          | 55.71% | 16,930표            | 1위  | 인디애나주 하원의원 당선 |
| 1862년 선거 | 하원의원 (인디애나 제9선거구) | 38대 | 공화당          | 50.39% | 14,775표            | 1위  | 인디애나주 하원의원 당선 |
| 1864년 선거 | 하원의원 (인디애나 제9선거구) | 39대 | 공화당          | 52.16% | 16,658표            | 1위  | 인디애나주 하원의원 당선 |
| 1866년 선거 | 하원의원 (인디애나 제9선거구) | 40대 | 공화당          | 52.81% | 20,221표            | 1위  | 인디애나주 하원의원 당선 |
| 1868년 선거 | 미국의 부통령                 | 17대 | 공화당          | 52.66% | 3,013,650표 (214명) | 1위  | 미국의 부통령 당선       |